# Ивановичи (Брянская область)
Ивановичи — деревня в Дятьковском районе Брянской области, в составе Ивотского городского поселения. Расположена в 6 км к юго-западу от посёлка городского типа Бытошь. Население — 4 человека (2010).

## История
Упоминается с 1610 года, входила в состав Хвощенской волости Брянского уезда. В XVIII веке — владение Васильчиковых, Тютчевых; позднее Горчаковых, Мальцовых и др. Входила в приход села Бацкино. С 1861 по 1924 в Бытошевской волости Брянского (с 1921 — Бежицкого) уезда; позднее в Дятьковской волости, Дятьковском районе (с 1929). С 1898 года работала церковно-приходская школа. До начала XX века была известна как центр гончарного ремесла. Состояла из нескольких слобод, называемых Воронковка, Витовка, Горчаковка, Колюшка, Мальцевка. До 1959 являлась центром Ивановичского сельсовета; в 1959-2005 — в Сельцовском сельсовете.
| Годы      | 1866 | 1878 | 1897 | 1926 | 1979 | 1989 | 2002 | 2010 |
| --------- | ---- | ---- | ---- | ---- | ---- | ---- | ---- | ---- |
| Население | 625  | 584  | 905  | 1176 | 96   | 12   | 7    | 4    |

## Известные уроженцы
- Васюнин, Фёдор Георгиевич (1897—1979) — русский советский писатель .